# La Simphonie du Marais
La Simphonie du Marais était un ensemble musical baroque français fondé en 1987 par le flûtiste français Hugo Reyne et dissous en 2020, basé en Vendée. 

## Historique
Implanté à partir de 2004 au Logis de la Chabotterie de Saint-Sulpice-le-Verdon en Vendée, l'ensemble pratiquait exclusivement la musique baroque vocale et instrumentale. Le terme « simphonie » était synonyme d'« ensemble instrumental » aux XII et XIIIe siècles et Marais fait référence au quartier de Paris homonyme, haut-lieu du baroque français à son époque.
Il jouait des ouvrages des compositeurs français principaux tels que Jean-Philippe Rameau, Jean-Baptiste Lully et Marc-Antoine Charpentier ou encore Jean-Féry Rebel, Michel-Richard de Lalande, Jacques-Martin Hotteterre, etc. L'ensemble jouait également des pièces de chambre et pour flûte.
En 2006, le label Musiques à la Chabotterie voit le jour, tiré du festival du même nom et l'ensemble en assurait la gestion depuis 2013.
L'ensemble avait entrepris d'enregistrer une intégrale de la musique de Jean-Baptiste Lully, publiée chez l'éditeur Accord.
En 2020, l'ensemble organise et participe au Festival Marais Baroque à l'Hôtel de Sully à Paris, avec le Centre des Monuments historiques.
Il a été dissous par son fondateur, Hugo Reyne, en septembre 2020, après trente-trois ans d'activité, plus de mille concerts et avoir enregistré une cinquante de disques.